# O Mercador e o Gênio
O Mercador e o Gênio  é um conto da coletânea As Mil e uma Noites. Compõe-se de três sub-histórias, que são os relatos dos três xeiques.

## Resumo
Um mercador parte em viagem e na volta, ao atirar uns caroços de tâmara, mata acidentalmente o filho de um ifrite (gênio), e por isso deverá morrer. Pede ao gênio que lhe conceda um ano para se despedir da família e resolver seus negócios, e promete voltar ao mesmo local no prazo combinado. Na volta, encontra três xeiques, O primeiro conduzindo uma gazela acorrentada, o segundo, dois cães de caça negros, o terceiro, uma mula. Os xeiques intercedem junto ao gênio pela vida do mercador, e cada um contará uma história. Se o gênio se surpreender com os relatos, perdoará o mercador. As histórias envolvem a chamada teriantropia, transformações de pessoas em animais, comuns no folclore.

## História do primeiro xeique
Na primeira história, uma esposa estéril, enciumada pela concubina que deu um filho ao marido, transforma a concubina em vaca e o filho em bezerro. A vaca é sacrificada, mas o bezerro é poupado, o encanto é desfeito e, no final, como castigo a esposa é transformada em gazela.

## História do segundo xeique
A segunda história é de três irmãos que recebem de herança do pai 3 mil dinares. Enquanto um dos irmãos trabalha para multiplicar o patrimônio, os dois outros o dilapidam e, por inveja, ainda atentam contra a vida do irmão generoso, que os ajudou. Este é salvo por uma ifrita (gênia) com quem se casará. Como castigo os dois irmãos são transformados em cães.

## História do terceiro xeique[2]
Na terceira história, o xeique, ao voltar de uma viagem de um ano, flagra a esposa traindo-o com um escravo negro. Ela transforma o marido num cão e o põe para fora de casa. Mas a filha de um açougueiro que o acolheu consegue desfazer o feitiço e, como vingança, a esposa adúltera é transformada em mula.
Impressionado com as três histórias dos xeiques, o gênio solta o mercador. 